# Родине-при-Требнєм
Родине-при-Требнєм (словен. Rodine pri Trebnjem) — поселення в общині Требнє, регіон Південно-Східна Словенія, Словенія.